# خانه عزیز یزدانی
خانه عزیز یزدانی مربوط به دوره قاجار است و در شیراز، محله گود عربان، خیابان لطفعلی خان زند، کوچه کمپانی، پلاک ۸ واقع شده و این اثر در تاریخ ۱۰ خرداد ۱۳۸۲ با شمارهٔ ثبت ۸۷۰۱ به‌عنوان یکی از آثار ملی ایران به ثبت رسیده است.